# Janne Teller
Janne Teller (født 8. april 1964) er dansk forfatter og essayist med østrigsk/tysk familiebaggrund.
Hun har bl.a. skrevet romanerne Kom (2008), Kattens tramp (2004), Odins ø (1999) samt den ny-klassiske ungdomsroman Intet (2000). Hun omskriver sin pas-bog, Hvis der var krig i Norden, (War, what if), til hvert land den udgives i.
Hendes litteratur er i dag oversat til mange sprog og udgivet vidt omkring i verden bl.a i England, Tyskland, Frankrig, Italien, Spanien, Sverige, Ungarn, USA, Mexico, Latinamerika, Colombia, Chile, Japan, Kina, Korea og Tyrkiet .
Hun er oprindeligt uddannet cand.polit. og har tidligere arbejdet for både FN og EU med humanitære og fredsskabende opgaver mange steder i verden, særligt i Afrika.[kilde mangler] Hun er p.t. bosiddende i Danmark.
I flere år var hun medlem af bestyrelsen af Danske skønlitterære Forfattere (DsF), Dansk PEN, såvel som af redaktionskomiteen af det danske Lettre Internationale.[kilde mangler] Fra 2014 sidder hun i jurien for den tyske litteratur fredspris.[kilde mangler]

### Romaner
- At gå nøgen - 21 essays om kunst, fremmedhed og forsøget på at være menneske - essaysamling (Politikens Forlag 2018)
- Alt - novellesamling (Hanser 2013 / Dansklæreforeningens forlag 2013)
- Afrikanske veje - fortælling (Brøndums forlag 2013)
- Kom – roman (Gyldendal 2008)
- Kattens tramp – roman (Gyldendal 2004)
- Hvis der var krig i Norden – fiktionsessay (Dansklæreforeningens forlag 2004)
- Intet – roman (Dansklæreforeningens forlag 2000 / Gyldendal 2011)
- Odins ø – roman (Centrum 1999 / Gyldendal 2005)

### Essays
- Må Muhammed have barmhjertighed (Weekendavisen, oktober 2018)
- Er jeg en europæer? (Der Tagesspiegel, Tyskland, juni 2018)
- Mellem godt og ondt (Institute of Art and Ideas 2017 / Weekendavisen, jan 2018)
- Tak skæbnen for historiens byrde, (FAZ Tyskland og Politiken, 2016)
- Det menneskelige kompas: Når ekstremisme bliver den magnetiske nordpol, (Institute of Art & Ideas, UK, og Information 2016)
- Europæisk Hygge Arkiveret 28. juni 2018 hos  Wayback Machine (Göttinger Tageblatt Sonntag, Germany December 2016)
- Ode to a Land, (Anthology: American Writers on Palestine, Or Books, 2015)
- Te med Turgenjev, (FAZ, Germany, Sept 2014)
- The Golden Future of the Non-Gilded European Youth, (Cicero Magazine, Germany, April 2014)
- Du hast die Wahl, (Austausch Kulturmagasin, Germany, oct 2013)
- Schreiben für den jungen Menschen in uns, (Litteraturmachen, Voland&Quist, Germany 2013)
- Vox Populi: Money Talks, (Max Joseph magazine, Germany, feb 2013)
- Europa. Wer bist Du? Wer möchtest Du sein?, (Politiken Denmark; Die Welt, Germany, May 2012)
- Zwischen die Zeilen, (Lettre Internationale, Germany, June 2012)
- Der Spion Nebenan , (Cicero kultur-magasin, Germany, Jan 2011)
- Long live Denmark, (Politiken, Denmark, August 2009)
- Mellem linjerne. Lettre Internationale, Tyskland (2012)
- Europa, hvem er du og hvad vil du være? Die Welt, Tyskland / Politiken, Danmark. 2012
- Little Brother is watching you. Cicero, Tyskland / Politiken, Danmark. Januar 2011
- Kunstens magt, magtens kunst. Politiken, Danmark. Marts 2009
- Litteratur og Kwalitet. Dansk, Danmark. 2007
- Må Allah have barmhjertighed med vores land. Dagbladet Information, Danmark. Februar 2006
- Hvis der var krig i Norden. 2002

## Referenceliste
Der er for få eller ingen kildehenvisninger i denne artikel, hvilket er et problem. Du kan hjælpe ved at angive troværdige kilder til de påstande, som fremføres i artiklen.

1. ↑  Forfatterwebs baggrund om Janne Teller der taler om hendes tyske baggrund: https://forfatterweb.dk/oversigt/teller00
2. ↑  Som den første i verden: Hun skriver sin bog om til hvert nyt land, der vil udgive den - politiken.dk
3. ↑  Intet (Nothing) Archives - Andrew Nurnberg Associates International Ltd.Andrew Nurnberg Associates International Ltd
4. ↑  https://www.b.dk/kultur/hun-skubber-med-skarpe-historier
5. ↑  https://www.b.dk/kultur/livet-skal-flaa-i-os
6. ↑  Forfatter: »I Afrika er du hele tiden tæt på døden« - politiken.dk
7. ↑  http://www.information.dk/485671
8. ↑  "Arkiveret kopi". Arkiveret fra originalen 17. december 2018. Hentet 16. december 2018.
9. ↑  https://www.b.dk/boeger/den-store-danske-ungdomsroman
10. ↑  Janne Teller-roman bliver til opera: »Gode historier, der vil os noget, kan vi aldrig få nok af« - politiken.dk
11. ↑  "Arkiveret kopi". Arkiveret fra originalen 4. juli 2018. Hentet 4. juli 2018.